# Zenon Windak
Zenon Windak (ur. 1954) – polski artysta malarz.
Dzieciństwo spędził w Bytomiu, lata szkolne – w Katowicach, a studia w Krakowie. Dyplom w pracowni prof. Mieczysława Wejmana i prof. Jana Świderskiego w Akademii Sztuk Pięknych w Krakowie uzyskał w 1981 r. W 1987 roku został członkiem szczecińskiej grupy artystycznej “Od Wtorku”.
Adiunkt Akademii im. J. Długosza w Częstochowie. 
Od  2007 roku realizuje projekt autorskiej Galerii Sztuki “W polu” w Słowikowie. 
Prace artysty eksponowano na wystawach indywidualnych i przeszło 40 zbiorowych, na których nagradzano go kilkakrotnie.

## Ważniejsze wystawy
- 1986     XII Festiwal Współczesnego Malarstwa Polskiego, Szczecin /nagroda/
- 1987     Konkurs im. J. Spychalskiego, Poznań /wyróżnienie honorowe/

Grupa “Od Wtorku”, Szczecin
Grupa “Od Wtorku”, Bielsko-Biała
- 1988     XIV Festiwal Współczesnego Malarstwa Polskiego

Szczecin /nagroda/
Arsenał, Warszawa
- 1989     Galeria Instytutu Polskiego “100 Kolorów” Amsterdam

"Młodzi Malarze Polscy", Berlin
“Interart” Targi Sztuki, Poznań
“Krytycy o nas”, Sopot
- 1990      "Młodzi Malarze z Polski", Vilecroze, Francja

“Interart” Poznań 
Targi Sztuki, Stuttgart
Festiwal Współczesnego Malarstwa Polskiego, Szczecin /wystawa towarzysząca/ 
Klub 13 Muz
- 1991     “Ars Polona”, Düsseldorf

BWA Katowice
- 1992       MOBILIS, Rossens  /Szwajcaria/
- 1996       Wystawa Rysunku, Centrum Sztuki Bytom

XVI Festiwal Współczesnego Malarstwa Polskiego 
“Jury i zaproszeni Goście” /wystawa towarzysząca/Szczecin
- 1997       “Bielska Jesień” BWA, Bielsko-Biała /wyróżnienie/
- 2006-2007  Projekt Słowików - Realizacja Galerii autorskiej w budynku po byłej szkole